# Жилинская, Ольга Дмитриевна
Жилинская Ольга Дмитриевна — российский художник, живописец. Член-корреспондент РАХ (2007).

## Биография
Ольга Жилинская родилась 6 января 1954 года в Москве, в семье художников Дмитрия и Нины Жилинских.
Окончила Московский художественный институт имени В. И. Сурикова, мастерская К. Д. Тутеволь (1977).
Произведения представлены в музеях современного искусства в Москве, Сочи, в частных собраниях России, Канады, Люксембурга и других стран мира.
Живёт и работает в Москве.